# 呉夫人

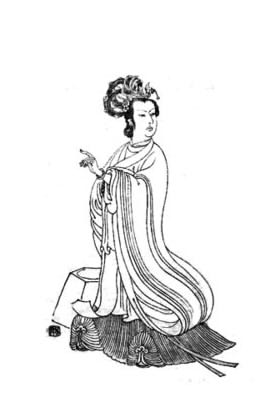
呉夫人像

呉夫人（ごふじん、156年 - 202年または207年）は、中国後漢末期の女性。揚州呉郡呉県の出身。孫堅の正妻。弟に呉景。子は孫策・孫権・孫翊・孫匡・女子1人。呉において武烈皇后の諡号を贈られた。『三国志』では呉太妃と呼ばれている。

## 一族
『江陰呉統宗源流考』の記述によると、呉夫人の父の名前は呉惴で、春秋時代の呉の初代の王寿夢の四男季札の末裔である。元来の姓は姫であったが、呉の滅亡後、子孫は国号を自分の姓氏とした。
『太平寰宇記』では、父は呉煇、後漢の奉車都尉・刺史を歴任した。高官の娘との説もある。

## 生涯
呉氏は早くに父母を失ったため、銭唐に移住して弟と共に暮らしていた。孫堅は、彼女が才色兼備であると伝え聞くと、妻として迎えたいと申し出た。しかし呉氏の親族の者たちは、孫堅が軽薄で抜け目のない者であると見做していたため、それを嫌って反対した。これを聞いた孫堅は、ひどく侮辱されたと思って恨みを抱いた。しかし呉氏が「どうして女一人のためにわざわざ災いを招くような真似をするのですか。もし仮に私が嫁ぎ先で不幸な目に遭ったとしても、それは運命なのです」と言ったので、親族は孫堅からの申し出を受け入れ、婚姻を許した。呉夫人は、熹平4年（175年）には孫策を、光和5年（182年）には孫権を、光和7年（184年）には孫翊を産んだ。他にも孫匡と一人の娘を産んだ。
光和7年（184年）、孫堅は後漢の中郎将であった朱儁の配下に加わり、呉夫人と子供たちは寿春で暮らした。中平6年（189年）、孫堅が兵を挙げると、家族は廬江郡舒県に移住した。 初平2年（191年）、孫堅が襄陽の戦いで戦死すると、孫氏の元に玉璽があると聞き及んだ袁術は、呉夫人を拘禁して、強引に玉璽を奪った（『後漢書』）。その後は江都に移り住み、呉夫人は一人で子供たちを育てた。家庭教育の面では子供たちに厳しかった（『建康実録』）。
孫堅の軍勢を取り戻すために、長男の孫策は袁術の旗下に入り、呂範を遣わして呉夫人を弟の呉景の元へ送り届けた。興平元年（194年）、朱治は人を曲阿に使わして呉氏および子たちを迎えさせ、これを保護した。孫策が揚州で勢力を築き始めると、彼女は歴陽や阜陵を経て、曲阿に戻った。袁術が皇帝を称する際に孫堅の拾得物だった伝国璽を奪われるという事もあったものの、最後に故郷呉県に住んでいた。
前任の合浦太守王晟らが孫策に対抗するようになると、孫策は自ら討伐に出向きすぐさま撃破した。呉夫人は孫策に「王晟どのは、かつてお前の父とは家族ぐるみで挨拶するほどの親しい仲でした。彼の子弟たちは既にこの世になく、彼だけが残っています。父の旧友の誼として、彼一人でも見逃しておくれ」といった。孫策は母の言葉に従い、王晟を見逃して、その他の鄒他・銭銅らその一族を皆殺しの刑に処した。
あるとき、孫策の功曹であった魏滕は、孫策の怒りを買って処刑されようとしていた。士大夫たちはそのことを悲しみ、魏滕を救う手立てがないことを憂いた。呉夫人はこれを聞くと「おまえは江南に勢力を広げたばかりでその覇業はまだ道半ばです。今こそ賢者や非凡な才を持つ者を礼遇し、欠点には目をつぶって功績を高く評価すべき時なのです。魏滕はその職務をしっかりと全うしています。なのにおまえが魏滕を殺しては、人々が揃って背くことになるでしょう。私は災いがやってくるのを見たくありません。その前にこの井戸に身を投げます」と、大きな井戸の縁に寄りかかりながら孫策に向けて言った。このため孫策は思い留まり、魏滕を釈放したという。呉夫人の智略や機転はおおよそみな、こういう風なものであったという。
孫策が殺されると、孫権がその跡を継いだ。孫権がまだ若かったため、それを心配した呉氏は張昭と董襲を呼び出し、将来のことを相談する（『董襲伝』）。また、政治・軍事の両面にわたって孫権に助言し、大きく貢献した。
建安7年（202年）、官渡の戦いで袁紹を破り勢いのあった曹操が孫権の元に使者を差し向け、人質を送るよう命令した。孫権は群臣たちに議論をさせたが、張昭や秦松といった参謀たちもはっきりとした意見を出せなかった。孫権は心の中では人質を送りたくないと考えていたことから、呉夫人の元に周瑜1人を連れて、その席で議論をしようとした。周瑜は、人質を送らずこのまま力を蓄えて天下の情勢を見極めるべきと述べ、呉夫人もこれに同調した。また孫権に対し、周瑜を兄として仕えるよう命じた。孫権はこれに従った（『江表伝』）。
同年、呉夫人は死去した。亡くなる前に張昭らを招いて後事を託し、高陵（孫堅の墓陵）に合葬された。しかし、『三国志』に注をつけた裴松之は、当時の会稽郡の貢挙簿の記録から、建安12年（207年）に死去したと断言している。
後に孫権が呉を建てると、呉夫人は武烈皇后と諡された。
銭唐の呉自牧は、呉夫人・孫氏（徐琨の母で、孫堅の妹）・徐氏（孫翊の妻）・定夫人孫氏（虞忠の妻で、孫権の族孫娘）・虞氏（孫晷の妻で、虞察の子の虞預の娘）の人物を比較し、呉の女性を賞賛する書物を残した。

## 三国志演義
小説『三国志演義』では、呉夫人は孫堅の第1夫人とされる。架空の人物として妹の呉国太が登場し、孫堅の第2夫人（側妻）になっている。また、呉夫人の子は4人の男子のみとされる。

## 逸話
干宝の『捜神記』によれば、呉夫人が長男を身籠ったときのこと、月が懐に入ったのを夢に見て、その後に生まれたのが孫策であったという。また孫権を身籠ったときには、太陽が懐に入ってくる夢を見たため、そのことを孫堅に告げたという。孫堅は「月と太陽は陰と陽との精髄であり、最も尊いものの象徴だ。俺の子孫は栄えるに違いない」と言い喜んだという。

## 伝承

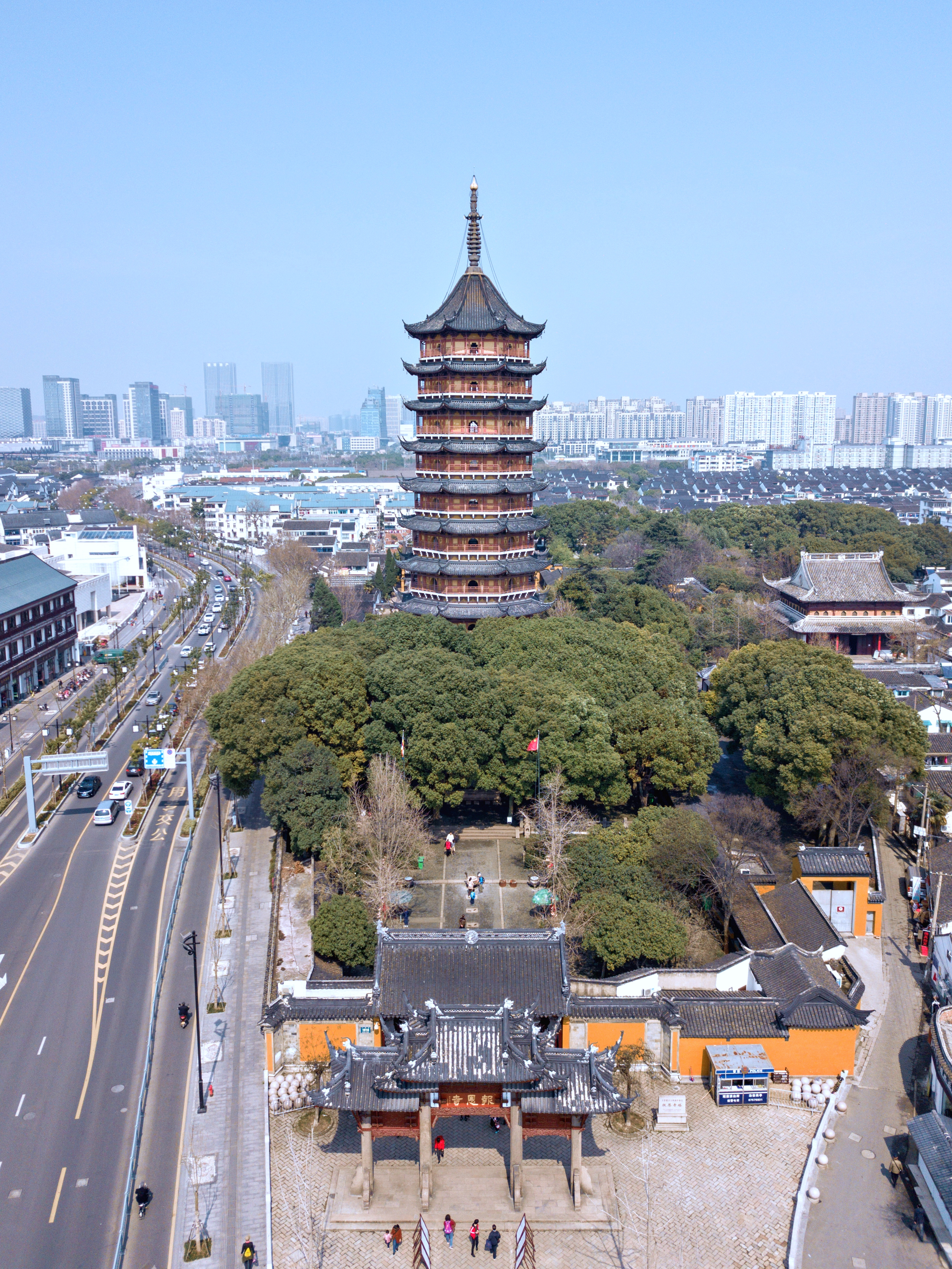
報恩寺塔

- 報恩寺塔（中国語版）- 蘇州市のランドマークの一つである。孫権は母養の恩がある呉夫人のために建られたと伝えられている。
- 周鉄鎮城隍廟の銀杏 - 宜興市に位置する。推定樹齢1800年の古木があった。伝承には呉夫人は孫権が阳羡（宜興の古地名）県令になったことを祝うために植えられた木である。